# Ramphotyphlops proximus
Ramphotyphlops proximus este o specie de șerpi din genul Ramphotyphlops, familia Typhlopidae, descrisă de Mccoy 1893. Conform Catalogue of Life specia Ramphotyphlops proximus nu are subspecii cunoscute.